# María Elena Morera Mitre
María Elena Morera es una activista ciudadana, conferencista, columnista y líder de opinión mexicana. 
Actualmente es presidenta de Causa en Común, organización civil dedicada a la construcción de ciudadanía, así como a promover mecanismos para la transparencia y la rendición de cuentas del gobierno que fortalezcan el estado de derecho en México.
De 2003 a 2009 presidió la organización México Unido Contra la Delincuencia.  Es miembro del Comité de Evaluación de la Coordinación Nacional Antisecuestro, convocante de diversos espacios de interlocución como la Cumbre Ciudadana; Espacio A, y es promotora de la Red Nacional por la Seguridad Pública, Ciudadanos + Policías en la cual ocupa la Secretaría Ejecutiva.
En 2013 fue seleccionada entre las 50 mujeres más poderosas de México según la revista Forbes y en 2014 recibió el premio al Líder Social que otorga Compartir Fundación Social.

## Historia
La historia de la activista se gestó tras el secuestro de su esposo, Pedro Galindo, quien fue torturado y mutilado de varios dedos en ambas manos. Cambió su profesión de médico odontólogo para darle paso a una nueva era en la sociedad civil organizada. 
Impulsó la ONG México Unido Contra la Delincuencia para luchar contra el secuestro y los delitos de alto impacto en el país; conformó un movimiento de víctimas para exigir instituciones y policías confiables.
En 2004, fue parte del colectivo ciudadano que organizó la multitudinaria marcha blanca para exigir seguridad pública a las autoridades federales y el gobierno local de la Ciudad de México, encabezado en ese momento por Andrés Manuel López Obrador.
Desde entonces, se ha declarado apartidista y en rechazo a cualquier tipo de candidatura de partidos políticos, porque considera que es a través de la sociedad civil que puede ser más útil para lograr una mejor seguridad con mejores instituciones para el país.
En 2010 fundó Causa en Común A.C. para generar comunidades de exigencia, rendición de cuentas y con ello, sumar a la seguridad pública.
Como Presidenta de Causa en Común ha promovido proyectos para el mejoramiento de las condiciones laborales de los policías de México, defensa de libertades y derechos, defensa de instituciones y defensa de víctimas.
Entre los proyectos que ha encabezado se encuentra el Índice de Desarrollo Policial, la encuesta Qué piensa la policía, Mecanismos de supervisión externa de la policía, Evaluación de los Centros de Atención de llamadas de emergencia, Evaluación del gasto público destinado a la Seguridad Pública y un proyecto para prevenir el acoso a las mujeres policía.
Asimismo, junto con la embajada de Estados Unidos en México, realiza foros de capacitación policial en diversos estados de la República Mexicana.
Adicionalmente, lidera junto con el equipo de investigación de Causa en Común el único conteo que se realiza en México sobre policías asesinados, elaborado con la ayuda de una red de periodistas de diversos estados.

## Controversias
Sus críticos la han señalado como una persona cercana al polémico Genaro García Luna quien en el sexenio de Felipe Calderón era el Secretario de Seguridad Pública Federal. 
Actualmente, García Luna cumple una sentencia en una cárcel de Estados Unidos por nexos con el Cartel de Sinaloa.
En diversas entrevistas, María Elena Morera ha explicado que la relación México Unido Contra la Delincuencia y la Secretaría de Seguridad Pública Federal, cuando estaba encabezada por Genaro García Luna, siempre fue institucional, como ha sucedido a lo largo de su trayectoria a través de los acercamientos que ha tenido con gobiernos locales, federales, el poder legislativo y el poder judicial. Asimismo, ha comentado que el contacto con el exfuncionario se rompió en 2011 cuando la activista se negó a dejar de escribir artículos relacionados con la Policía Federal.

## Activismo político

### Signos Vitales
Junto con el ex-rector de la Universidad de las Américas Puebla y excandidato a la gubernatura de Puebla en las Elecciones estatales extraordinarias de Puebla de 2019, Enrique Cárdenas Sánchez y el escritor y comentarista político Federico Reyes Heroles, formó la asociación civil "Signos Vitales" con la que, según su sitio en internet, buscan "alertar sobre problemas inminentes y divulgar periódicamente a nivel nacional e internacional fidedigna y oportuna" 